# Mechtild von Isenburg
Mechtild von Isenburg († 19. Juni 1303) war Äbtissin im Stift Nottuln.

## Leben

### Herkunft und Familie
Mechtild von Isenburg wuchs mit ihren Geschwistern Salentin II., Konrad (Kanoniker in Köln) und Hermann in der Familie des Edelherrn Dietrich von Isenburg und der Jutta von Merenberg auf. Ihr Großonkel war Bruno von Isenburg, der mit Theodora von Wied verheiratet war und deren Kinder Dietrich und Bruno im Jahre 1244 über ihre Mutter je zur Hälfte das Eigentum über die Grafschaft Wied erbten.

### Werdegang und Wirken
Mechtild ging zunächst in das Stift Wülfersberg. Am 1. Oktober 1276 beurkundete sie hier als Magistra mit dem Konvent einen Kaufvertrag. Ende des Jahres war sie Priorin und wechselte kurze Zeit später in das Stift Nottuln, wo sich das Klosterleben nach den Regeln des Augustinerordens abspielte. Im Jahre 1278 wurde sie Nachfolgerin der Gertrudis von Bentheim, die als Äbtissin im Stift Metelen tätig war.
Die Tatsache, dass Mechtild am 14. September 1297 als Äbtissin des Prämonstratenserordens beurkundete, ist recht eigenartig. Die verwandtschaftlichen Beziehungen zum münsterischen Bischof waren wohl ausschlaggebend für den ungewöhnlichen Klosterwechsel. Mechtild blieb sie bis zu ihrem Tode im Amt und wurde von Jutta von Holte als Äbtissin beerbt.